# Melipona puncticollis
Melipona puncticollis là một loài Hymenoptera trong họ Apidae. Loài này được Friese mô tả khoa học năm 1902.